# 奥格列汀
奥格列汀，即Omarigliptin (MK-3102) ，是一种强效且长效的口服用抗糖尿病药，是一类DPP-4抑制剂。该药物致力于使得2型糖尿病患者能够将用药频率降低到一周一次。该药物由默克藥廠开发。该药物通过抑制DPP-4来提升肠降血糖素水平(GLP-1和GIP)，从而抑制胰高血糖素释放，使得胰岛素分泌增加，减缓胃排空，降低血糖水平。

## 历史
日本医药品医疗机器总合机构在2015年9月28日批准了25毫克与12.5毫克的药片上市，日本也是该药物的首个批准国家。 但是默克制药宣布该药品不会寻求美国与欧洲的上市。该药物目前已经停止研发，推测可能是因为安全性不及预期，易发并发症，且药物在价格上也不占优势。